# Omiš
Omiš (en italiano: Almissa) es una ciudad y puerto en la región de Dalmacia, en Croacia. Pertenece al condado de Split-Dalmacia. La ciudad está situada a unos 25 km al sureste de la segunda ciudad más grande de Croacia, Split. Está ubicada en la desembocadura del río Cetina en el mar Adriático (en croata: Jadransko More). Omiš tiene una población de 15.800 y su área es de 266 km².
Los nombres históricos de la ciudad han sido Oneum (Onaeum), Onaion (Oneon), Holm (Hum), Olmisi, Olmissium, Almivssium y Almissa (griego antiguo: Αλμυσσα).

## Historia

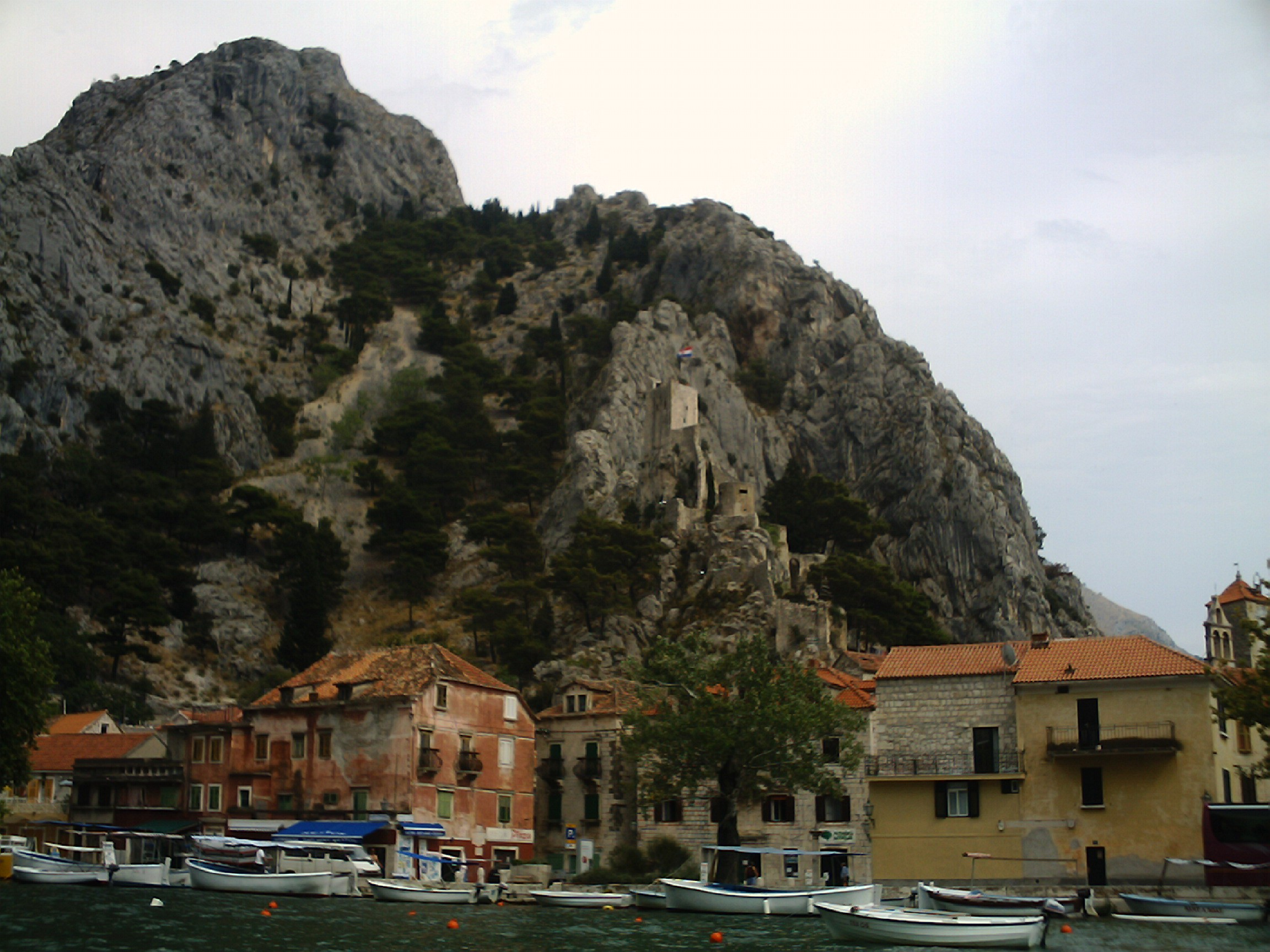
El puerto de Omiš

Omiš era muy conocido en el pasado por los Corsarios de Almissa (Omiški gusari) cuyos Sagittas (buques) (caso genitivo: Sagittae, traducido como La Flecha), les ha dado fama, ya que fueron construidos para el ataque y la recuperación rápida en la desembocadura del río Cetina para la protección de la ciudad de los invasores extranjeros. En una fecha muy temprana, los vecinos de los Corsarios de Almissa, los montañeses del Principado de Poljica (Poljička Republika), se convirtieron en sus amigos y aliados. Esto les permitió hostigar el comercio marítimo, sin temor a un ataque repentino procedente de tierra adentro.
Omiš fue la ciudad más importante de la Pagania. El emperador bizantino Constantino VII Porfirogéneta subrayó que «los pagani son descendientes de los serbios no bautizados» y que «se llaman así porque no aceptaron el bautismo en el momento en que todos los serbios fueron bautizados». El nombre Pagania pues, se debe a que sus habitantes no estaban cristianizados y se los consideraba paganos. Fue la zona más al noroeste de Dalmacia alcanzada por las tribus serbias.
Las migraciones eslavas llegaron a la región durante los siglos VI y VII; los inmigrantes asimilaron con rapidez la destreza en la navegación marítima de los pueblos romanizados allí existentes. Así, los piratas narentinos alcanzaron notable fama; llegaron a la península itálica en sus incursiones y se convirtieron en una amenaza para la navegación en el Adriático. Debido a esta situación y a su enfrentamiento con la República de Venecia, el dux veneciano, Pietro Tradonico, dirigió una gran flota contra los piratas eslavos del Adriático en 839. En 888, durante otra batalla naval en el Adriático entre ambas armadas, cayó muerto el dux Pietro I Candiano.
A pesar de que los habitantes de la zona habían mantenido tradición marinera y de piratería durante varios siglos, además de resistir las influencias del cristianismo manteniendo su identidad pagana, en el siglo IX el emperador romano de Oriente Basilio I consiguió subyugarlos tras una campaña marítima que sometió toda la Dalmacia al Imperio bizantino. De esta forma, los paganos aceptaron su bautismo y quedaron bajo el protectorado bizantino.
La influencia de los señores de Rascia sobre las tierras narentinas, así como sobre los principados próximos de Zahumlia y Travunia comenzó a hacerse patente ya desde el siglo IX. Tras el pacto de 893 entre los antiguos enemigos Rascia y Bulgaria, Petar Gojniković —gran príncipe serbio de la Casa de Vlastimirović— comenzó a ejercer su influencia sobre Pagania con pleno efecto. Pero pronto surgieron nuevas divergencias entre serbios y búlgaros, con la deposición de Petar, lo que propició la ocupación de Pagania por parte del Reino de Croacia. Bajo soberanía croata, los narentinos aún mantuvieron frecuentes conflictos con la república veneciana. Finalmente y tras la toma de varias de sus islas, en 1444 Venecia se apoderó de Omiš, sometió a los narentinos, y Pagania pasó a formar parte de la República de Venecia. Toda la costa dálmata permaneció bajo protectorado veneciano hasta la desaparición de la república en 1797; en 1804 se integró como Reino de Dalmacia al Imperio austríaco.
En aquellas épocas Omiš fue un principado gobernado por la Familia Kacic que validó la piratería que afectaba las rutas comerciales del Mediterráneo teniendo su auge bajo el mando del Príncipe Nikola Kacic y su hijo Brecko, así las sagittas, embarcaciones de alta velocidad, y la superioridad física de los habitantes de Omiš los transformaron junto a los piratas de Korcula en los más temidos del mediterráneo, siendo constantes sus ataques contra las ciudades embarcaciones del mediterráneo y la ciudad de Split.  Al final del siglo XIII, los venecianos conspiraron contra los príncipes de Omiš, uniéndose al rey de Nápoles y las ciudades de Trogir, Sibenik, su histórica enemiga Split, Zadar y Dubrovnik, quienes en conjunto derrotaron a los Kacic. A la familia Kacic la sucedió en el gobierno de Omiš la familia Subic. 
Ante la amenaza otomana, durante en 1624 asumió el principado de Omiš Srdjan Kacic, quien fue bautizado como Marko Srdanovic, y Omiš fue gobernada por la familia Srdanovic desde 1624 hasta el año 1797. Los límites geográficos de este pequeño principado eran el río Cétina por el Norte, Makarska por el Sur, Kucice por el Este y el Archipiélago de Brac por el Oeste. 
Como parte del Imperio austrohúngaro pasó a conformar parte del territorio croata en el siglo XIX

### Monumentos históricos
- Iglesia de Santa Eufemia junto a la costa en Brzet, de principios del siglo VI.
- Fortaleza de Mirabella (Peovica) , del siglo XII.
- Fortaleza de Starigrad (Fortica), del siglo XV.
- La iglesia renacentista del Espíritu Santo, del siglo XV.
- El cementerio antiguo, del siglo XVI-XVII.
- La iglesia parroquial del siglo XVII.
- Monasterio franciscano en Skalice, del siglo XVIII.

En el barrio de Priko, en la margen derecha del río Cetina, se encuentra el sitio con mayor importancia histórica: la iglesia prerrománica de San Pedro (Crkva Sv. Petra.) , del siglo X. Este edificio de una sola nave, con una cúpula y el ábside, se utilizó en el siglo XVIII como un seminario de alfabeto glagolítico para sacerdotes novatos.

## Economía
Hoy en día, la economía de Omiš se basa en la agricultura, la pesca, los textiles y las industrias de transformación de alimentos y, sobre todo, el turismo.

## Atracciones turísticas

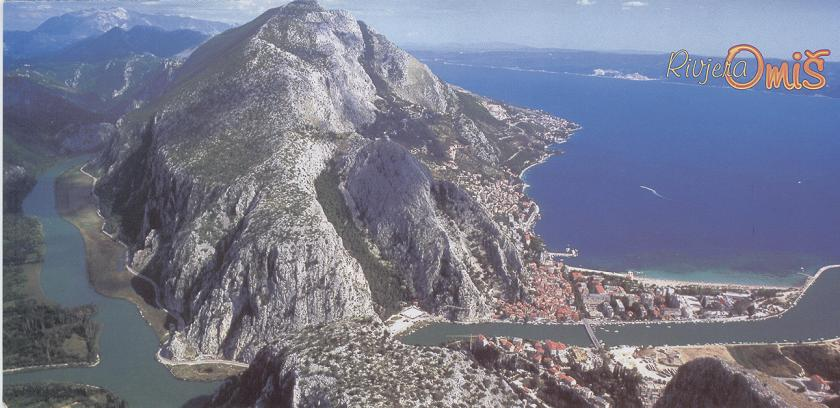
La Riviera de Omiš

La Riviera de Omiš se extiende unos veinte kilómetros a lo largo de una costa de excepcional belleza, con playas de piedras y de arena, bahías, acantilados y un mar de aguas cristalinas. El estado de ánimo se ve atrapado en una inscripción en el dintel de un palacio renacentista en Omiš: "GRATIAS AGO TIBI DOMINE QUIA FUI IN HOC MUNDO" (Gracias a Ti, oh Señor, que he vivido en esta tierra). 
Los destinos de Radmanove Mlinice y las cascadas Gubavica (Velika y Mala Gubavica) también son lugares de interés. Radmanove Mlinice, ubicado a cinco kilómetros hasta el cañón del río Cetina, es una excursión y lugar de pícnic famoso por el pan horneado en una tapa de hierro (peka) y de la trucha fresca que se pesca en el río.
El río Cetina es un gran lugar para aquellos que gustan de unas vacaciones activas (rafting, piragüismo y kayak). Entre las actividades recreativas de Omiš también se incluyen la escalada libre, ciclismo, tenis, fútbol , baloncesto, los bolos, petanca, parapente, volley-playa, windsurf, esquí náutico, kayak de mar, waterpolo y submarinismo.

## Cultura

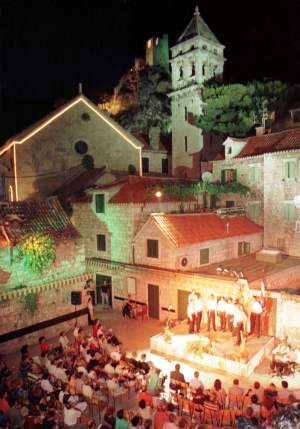
Festival de Klapa

Omiš es más conocido por el festival tradicional de Klapa (festival de grupos dálmatas de canto a capela). Este festival es el punto culminante del verano en Omiš, la expresión de la belleza de la ciudad. El Festival de Verano de Omiš - durante el cual se llevan a cabo varios conciertos y recitales - tiene lugar en las plazas y en las iglesias de la ciudad.

## Ciudades hermanadas
- Bol, Croacia
- Havířov, República Checa
- Nepomuk, República Checa
- Zagorje ob Savi, Eslovenia
- San Felice del Molise, Italia
- Ryazan, Rusia